# Frank Carter & The Rattlesnakes
Frank Carter & The Rattlesnakes è un gruppo punk rock britannico fondato nel 2015 da Frank Carter, ex frontman dei Gallows e Pure Love.

## Storia
Hanno pubblicato un EP nel maggio 2015 chiamato Rotten, e hanno lanciato il loro album di debutto Blossom sotto la Kobalt Label Services nell'agosto 2015.
Il loro secondo album, intitolato Modern Ruin, annunciato il 28 settembre 2016, è stato pubblicato nel gennaio 2017 tramite International Death Cult. L'album è stato prodotto da Thomas Mitchener presso lo Studio Broadfields di Watford.
Musicalmente, Blossom è stato per Carter il ritorno alle radici punk rock  e hardcore punk, mentre Modern Ruin ha re-incorporato quei suoni rock alternativi che Carter ha esplorato con Pure Love.

## Formazione

### Formazione attuale
- Frank Carter - voce (2015-oggi)
- Dean Richardson - chitarre (2015-oggi)
- Tom 'Tank' Barclay - basso (2016-oggi)
- Gareth Grover - batteria (2016-oggi)
- Elliott Russell - chitarre (2019-oggi)

### Ex componenti
- Memby Jago - batteria (2015-2016)
- Thomas Mitchener - chitarre, synth (2017-2018), basso (2015-2016)

## Discografia

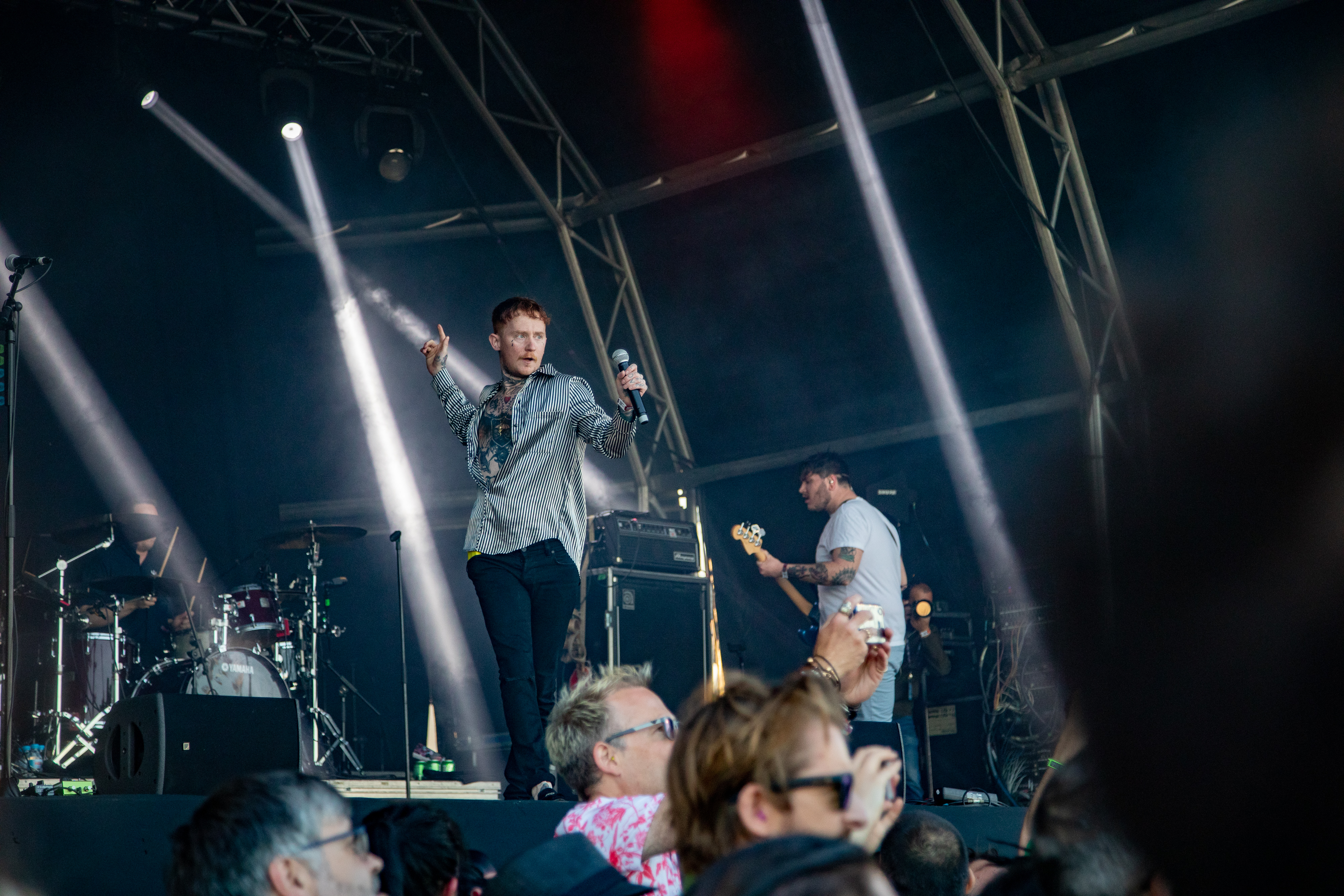
Frank Carter & The Rattlesnakes al Primavera Sound 2019

### Album in studio
- 2015 - Blossom
- 2017 - Modern Ruin
- 2019 - End of Suffering
- 2021 - Sticky
- 2024 - Dark Rainbow

### EP
- 2015 - Rotten

### Singoli
- 2015 - Juggernaut
- 2015 - I Hate You
- 2016 - Devil Inside Me
- 2016 - Snake Eyes
- 2016 - Lullaby
- 2016 - Wild Flowers
- 2017 - Modern Ruin
- 2017 - Vampires
- 2017 - Spray Paint Love
- 2019 - Crowbar
- 2019 - Anxiety
- 2019 - Kitty Sucker

## Videografia

### Videoclip
- "Juggernaut" (2015)
- "Trouble" (2015)
- "Devil Inside Me" (2016)
- "Snake Eyes" (2016)
- "Lullaby" (2016)
- "Wild Flowers" (2017)
- "Vampires" (2017)
- "Spray Paint Love" (2017)
- "Crowbar" (2019)
- "Anxiety" (2019)